# Chenopodiastrum
Chenopodiastrum es un género de plantas herbáceas con flor perteneciente a la familia Amaranthaceae. Anteriormente se había colocado como sinónimo de Chenopodium, así como también algunas especies dentro de este.

## Taxonomía
El género fue descrito por Susy Fuentes Bazán, Pertti Johannes Uotila y Thomas Borsch y publicado en Willdenowia 42(1): 14, en 2012.

#### Etimología
Chenopodiastrum: nombre genérico que se deriva de la combinación de las palabras Chenopodium y ἄστρον (ástron); "estrella"; "Chenopodium de estrella", en referencia a la forma característica de las hojas de las especies del género.

## Especies
Comprende 10 especies y 2 variedades aceptadas:
- Chenopodiastrum badachschanicum (Tzvelev) S.Fuentes, Uotila y Borsch, 2012
- Chenopodiastrum coronopus (Moq.) S.Fuentes, Uotila y Borsch, 2012
- Chenopodiastrum erosum (R.Br.) Uotila, 2017
- Chenopodiastrum fasciculosum (Aellen) Mosyakin, 2013
  - Chenopodiastrum fasciculosum var. fasciculosum
  - Chenopodiastrum fasciculosum var. schimperi (Asch.) Mosyakin, 2013
- Chenopodiastrum gracilispicum (H.W.Kung) Uotila, 2017
- Chenopodiastrum helenense (Aellen) Uotila, 2020
- Chenopodiastrum hybridum (L.) S.Fuentes, Uotila y Borsch, 2012
- Chenopodiastrum murale (L.) S.Fuentes, Uotila y Borsch, 2012
- Chenopodiastrum selvagense Uotila, 2020
- Chenopodiastrum simplex (Torr.) S.Fuentes, Uotila y Borsch, 2012